# برايتلينجسي ريجنت
نادي برايتلينجسي ريجنت (بالإنجليزية: .Brightlingsea Regent F.C)‏ هو نادي كرة قدم إنجليزي مقره في برايتلينجسي، إسكس. تشكلت من خلال اندماج برايتلينجسي يونايتد وريجنت بارك رينجرز في عام 2005، ويلعبون في نورث رود.

## سجلات النادي
- أفضل أداء في كأس الاتحاد الإنجليزي: الجولة التأهيلية الثالثة، 2018-19.[1]
- عدد الحضور القياسي: 1200 ضد كولشيستر يونايتد، ودي، 1988.